# Dietersdorf
Dietersdorf là một đô thị thuộc huyện Mansfeld-Südharz, Sachsen-Anhalt, Đức. Đô thị Dietersdorf có diện tích 16,69 km², dân số thời điểm ngày 31 tháng 12 năm 2006 là 268 người.